# Set It Off
Set It Off est un groupe de rock américain originaire de Tampa en Floride. Le groupe est composé du chanteur Cody Carson, du guitariste Zach DeWall et du batteur Maxx Danziger. Ils ont actuellement sorti cinq albums et cinq EPs.

## Biographie

### Formation et premiers EPs (2008 - 2010)
Cody Carson crée en 2006 une chaîne YouTube sur laquelle il poste des reprises de chanson notamment du groupe All Time Low. Dans l'une de ces vidéos, il s'adresse au chanteur du groupe, Alex Gaskarth, pour lui demander s'il peut chanter avec eux leur titre Coffee Shop Soundtrack lors de leur prochain concert au Cleveland House of Blues. Le chanteur accepte et cette performance renforce le rêve de Cody Carson de poursuivre une carrière dans un groupe de rock. Il abandonne alors son école de musique, Oberlin Conservatory of Music, et utilise l'argent de son école pour revenir dans l'Ohio et monter un groupe.
Les premiers à rejoindre le groupe sont Zach DeWall et Austin Kerr, suivis par Dan Clermont. Les deux premiers étaient membres d'un autre groupe de la scène locale et Dan Clermont faisait partie de la fanfare de son lycée avec Cody Carson. Le groupe a cependant du mal à trouver un batteur permanent. En effet, le batteur originel du groupe, James Arran quitte le groupe en août 2008. Il est ensuite remplacé par Blake Howell qui quitte également le groupe en octobre 2009. Benjamin Panico, surnommé Benji Panic, prend alors la place de batteur.
Le nom du groupe est issu de la chanson Calm Before The Storm du groupe Fall Out Boy.
Ils sortent leur premier EP, Baby, You Don't Tripajaharda, le 31 octobre 2008. Toujours sans label, ils réalisent un deuxième EP, Calm Before the Storm, le 16 mai 2009. Durant l'année 2010, ils réalisent différentes tournées aux États-Unis aux côtés de de plusieurs groupes américains,,,. Cette même année, le batteur, Benjamin Panico, décide de quitter le groupe pour passer son GED et devenir photographe. Il est remplacé par Maxx Danziger.

### Signature en label et premier album (2011 - 2013)
En mars 2011, ils retournent en studio en Caroline du Nord pour enregistrer leur troisième EP, Horrible Kids, qui sort le 14 juin 2011. Malgré le fait qu'il soit auto-produit, le groupe connaît un certain succès notamment grâce à la chaîne YouTube de Cody. Ainsi, ils signent avec le label Equal Vision Records le 19 juillet 2011 et annoncent la réédition de leur dernier EP avec ce label. L'EP est réenregistré avec les producteurs Brandon Ham et John Harrell au Red Sparrow Studios à Wilson. Ils joueront également durant cet été-là au Vans Warped Tour.
Au printemps 2012, ils réalisent une tournée américaine en tête d'affiche avec Divided by Friday. Durant l'année, ils tournent également aux Etats-Unis avec Hawthorne Heights ou encore The Red Jumpsuit Apparatus. Ils annoncent leur premier album, Cinematics, pour le 18 septembre ainsi que leurs premiers concerts en Europe aux côtés de Yellowcard et Like Torches pour l'hiver 2013. Pour la sortie de cet album, ils s'associent avec VH1 Save the Music Foundation en reversant à l'association un dollar de chaque album vendu avant le 23 septembre.
En 2013, ils retournent en Europe avec le groupe Tonight Alive mais également au Vans Warped Tour ainsi qu'une tournée au Japon avec les groupes Hit the Lights, We Are The In Crowd, Divided By Friday, Like Torches et July.
Le 25 juin 2013 sort une version deluxe de leur album avec une version acoustique de Dream Catcher, un remix de I’ll Sleep When I’m Dead ainsi que deux nouveaux titres dont un morceau en duo avec Ashley Costello du groupe New Years Day. En octobre, ils annoncent leur participation à la compilation Punk Goes Christmas avec le titre This Christmas (I'll Burn It to the Ground).

### Duality(2014 - 2015)

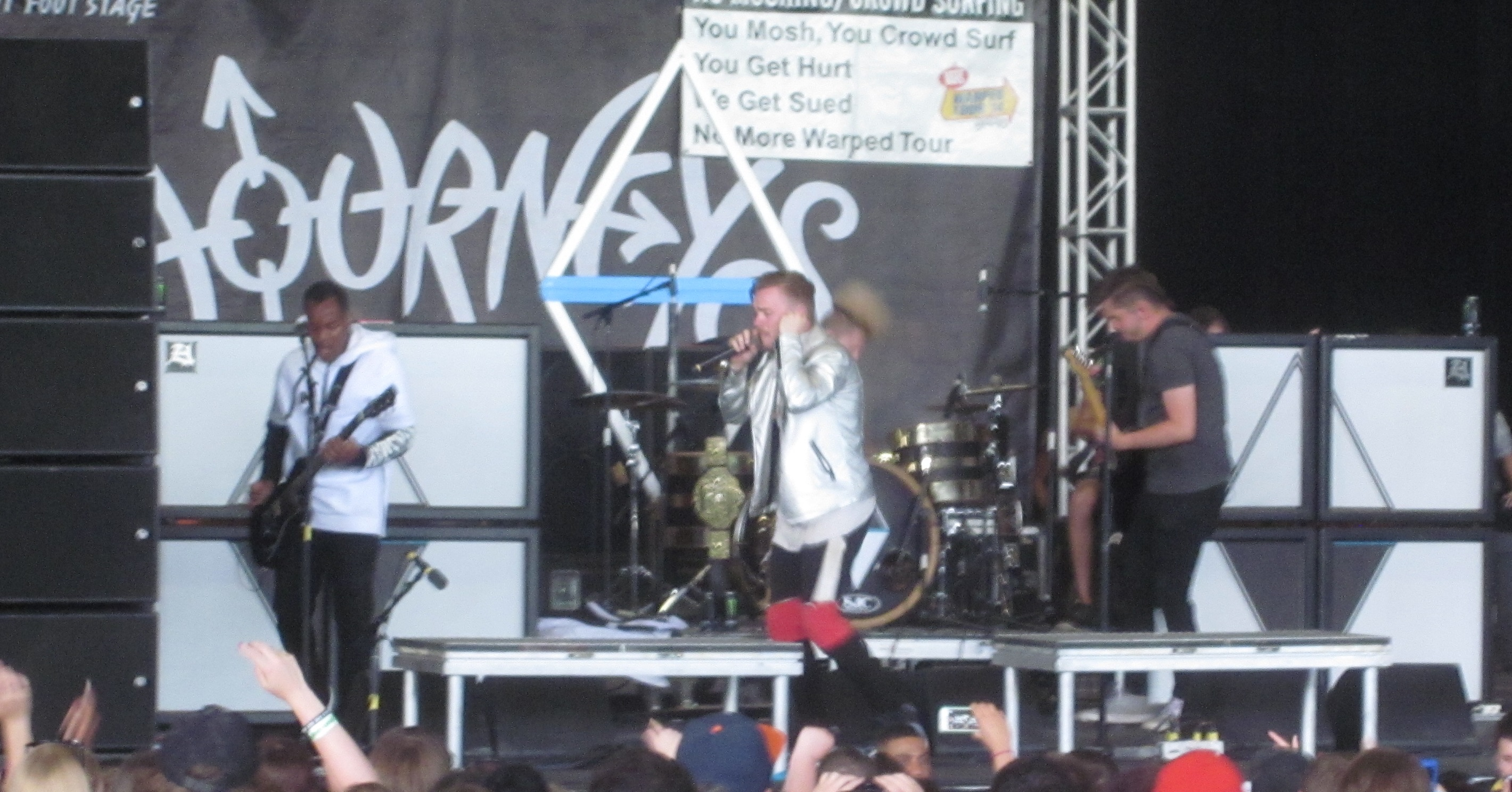
Set It Off en live en 2015 au Warped Tour dans le Connecticut

Le 2 janvier 2014, leur label, Equal Vision Records, annonce via une vidéo YouTube que le groupe sera en enregistrement pour son deuxième album avec le producteur John Feldmann à Los Angeles, pour une sortie prévue le 14 octobre 2014. Avant la sortie de l'album, le groupe sort les singles Why Worry, N.M.E. et Tomorrow en duo avec Jason Lancaster des groupes Go Radio et Mayday Parade,,. On peut également retrouver le chanteur William Beckett sur le titre Wolf in Sheep’s Clothing.
Ils annoncent également une tournée en été avec Our Last Night, Heartist et Stages & Stereos, ainsi qu'en automne avec Black Veil Brides, Falling in Reverse et Drama Club,.
En novembre 2014, ils participent à la compilation Punk Goes Pop 6 de Fearless Records avec leur reprise du titre Problem d'Ariana Grande. En janvier 2015, ils sortent aussi une reprise de la chanson Uptown Funk avec le groupe Against The Current.
En 2015, ils annoncent leur participation au festival Slam Dunk et Vans Warped Tour. Ils reviennent également en Europe avec les groupes Crown The Empire, DangerKids et Alive Like Me, ainsi que pour une tournée en tête d'affiche avec Decade et Brawlers en première partie,.
Le 20 mai 2015, le bassiste Austin Kerr quitte le groupe pour poursuivre une carrière de rappeur sous le pseudonyme PRGRSS.
Le 23 juin 2015, ils sortent un EP, Duality: Stories Unplugged, comprenant des versions acoustiques de cinq titres de leur dernier album ainsi qu'un morceau inédit, Wild Wild World. Ils réalisent en septembre une tournée au Canada avec All Time Low puis une tournée en Angleterre avec le groupe Mallory Knox.

### Upside Down (2016 - 2017)
Le groupe annonce son troisième album, Upside Down, prévu pour le 7 octobre 2016. Celui-ci a été enregistré à Los Angeles avec les producteurs Brandon Paddock, Erik Ron et Mike Green. Cet opus est influencé par les styles pop, hip-hop et R&B. Avant sa sortie, les singles Uncontainable et Something New, coécrit avec Alex Gaskarth, paraissent.

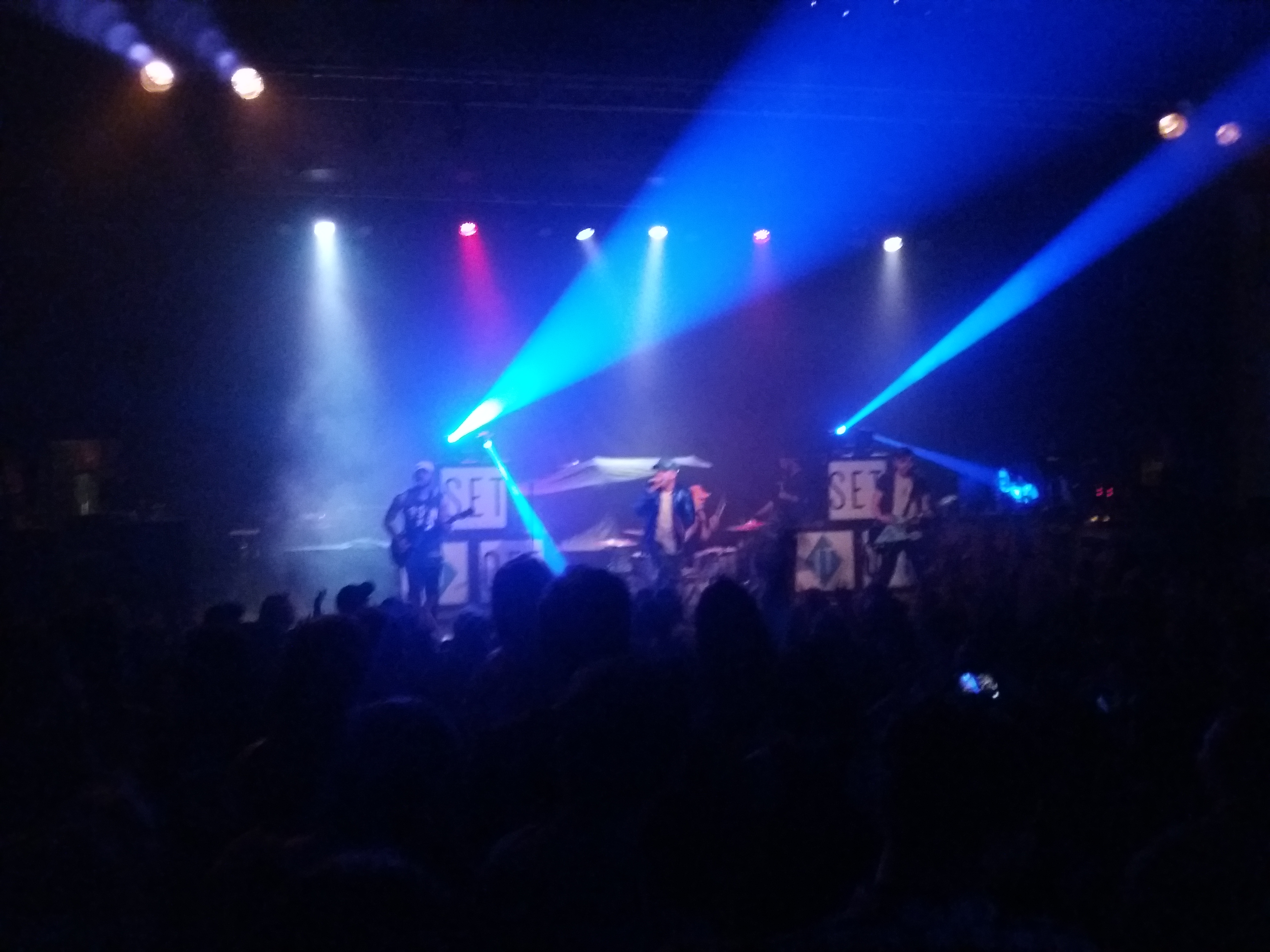
Le groupe en live en 2017.

En novembre 2016, le groupe effectue une tournée au Japon cette fois en tête d'affiche. Ils accompagnent également le groupe Simple Plan pour une tournée évènement aux États-Unis puis au Canada. En été 2017, ils réalisent une tournée avec les groupes One Ok Rock et Palisades.

### Midnight(2018 - 2021)
En juillet 2018, le groupe annonce quitter son label Equal Vision Records pour signer chez Fearless Records. Ils dévoilent également un nouveau titre, Killer In The Mirror. Le 19 novembre, ils annoncent leur nouvel album, Midnight, pour le 1er février 2019 avec leur nouvel label. Ils sortent aussi un nouveau morceau Lonely Dance, suivi des singles For You Forever et Dancing with the Devil le 14 décembre.
Ils effectuent en avril 2019 une tournée européenne en tête d'affiche. En mai 2019, le guitariste Dan Clermont est accusé d’agression sexuelle, il s'éloigne donc du groupe pour le quitter définitivement en septembre,.
En juin 2019, ils participent à la compilation Punk Goes Acoustic Vol. 3 avec une version acoustique de leur titre Wolf in Sheep's Clothing.
Le 14 février 2020, ils dévoilent un nouvel EP, After Midnight, contenant des morceaux non retenus pour leur album Midnight. Cet EP sera contenu dans la version deluxe paru en 2021 de ce dernier album, ainsi que des versions acoustiques de trois de leur titre.

### Elsewhere(depuis 2021)
Le 29 octobre 2021, le groupe publie le single Skeleton, avec une esthétique beaucoup plus colorée pour le groupe. Le 21 janvier 2022, le groupe annonce son nouvel album Elsewhere pour le 11 mars ainsi qu'un nouveau titre, Projector.

## Membres

### Actuels
- Cody Carson – chant, piano, guitare, clarinette, saxophone (depuis 2008)
- Zach DeWall – guitare (depuis 2008), basse, chœurs (depuis 2015)
- Maxx Danziger – batterie (depuis 2010)

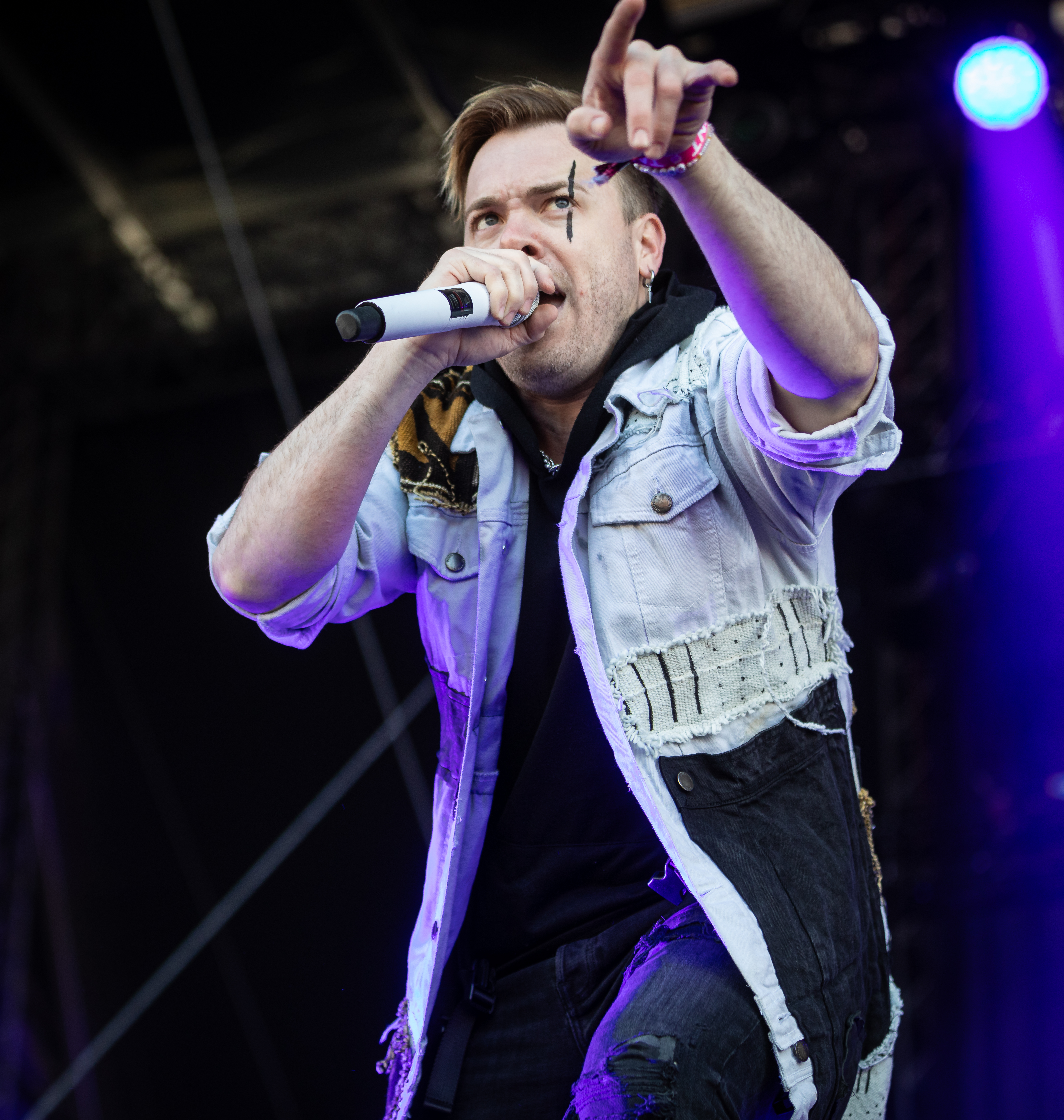
Cody Carson
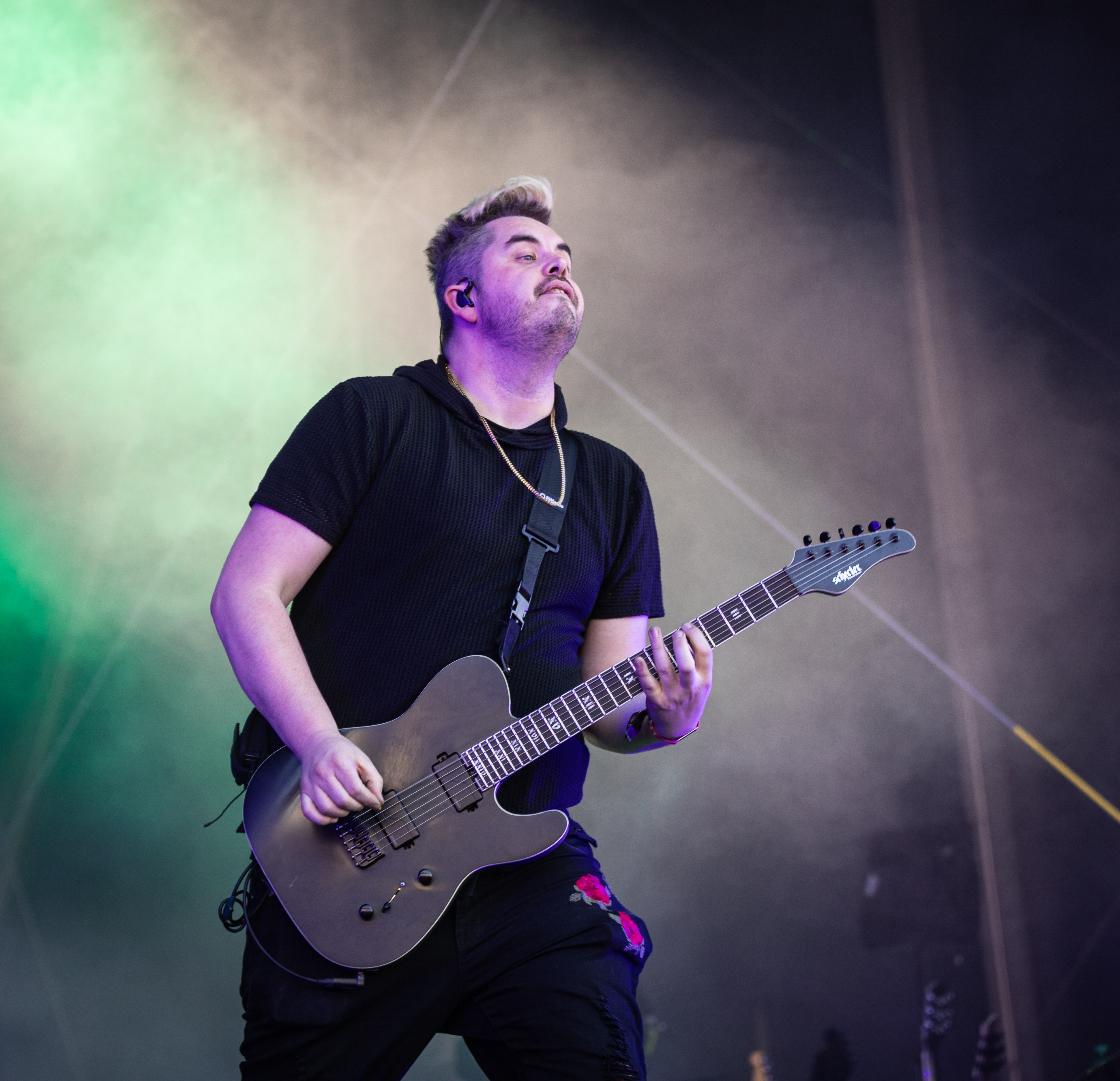
Zach Dewall
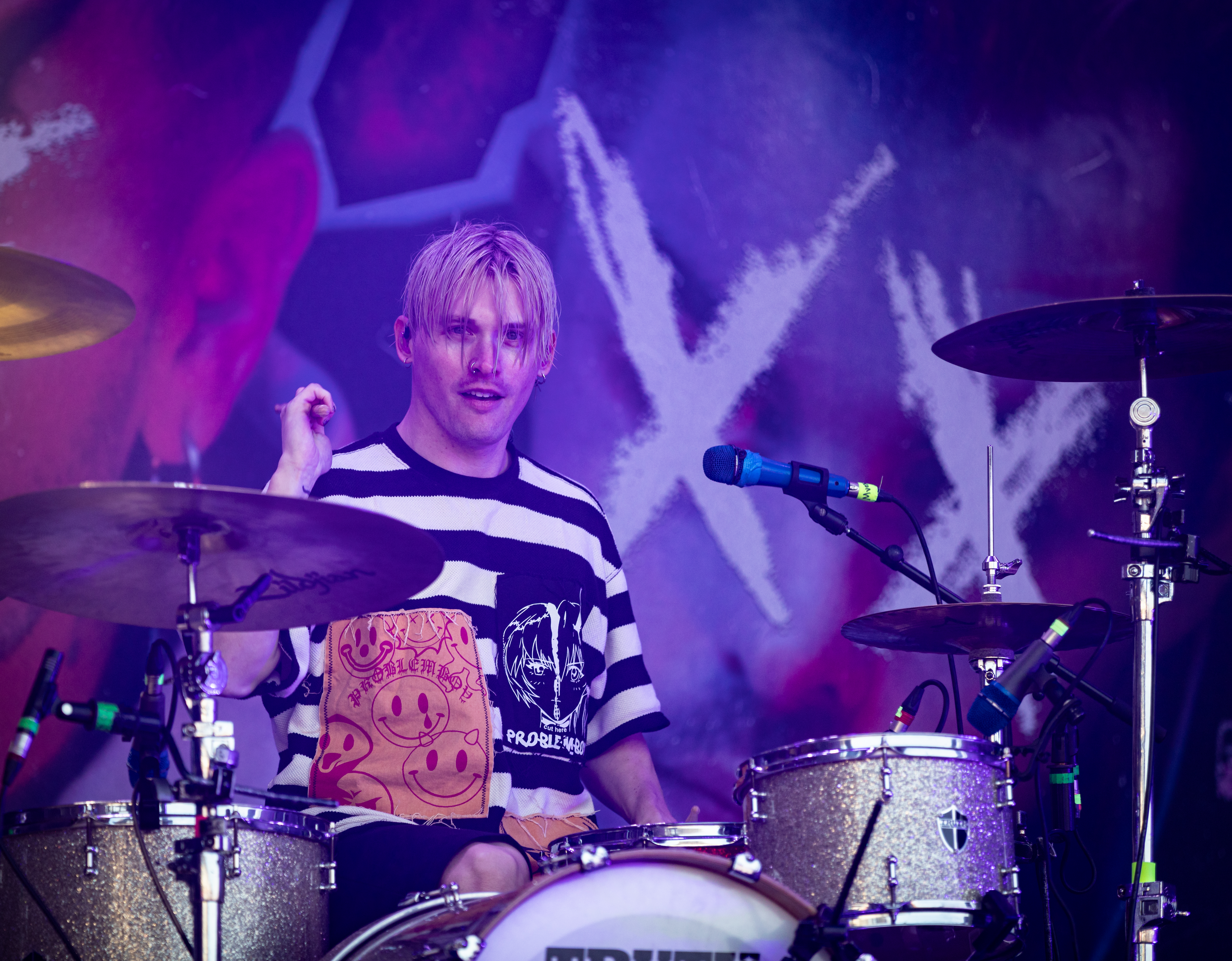
Maxx Danziger

### Anciens membres
- James Arran – batterie (2008)
- Blake Howell – batterie (2008)
- Benji Panico – batterie (2008–2010)
- Austin Kerr – basse (2008–2015)
- Dan Clermont – guitare, piano, chœurs (2008–2019)

## Discographie

### EP
- Baby, You Don't Tripajaharda (2008)
- Calm Before the Storm (2009)
- Horrible Kids (2011)
- Duality: Stories Unplugged (2015)
- After Midnight (2020)

### Singles
- Pages & Paragraphs (2009)
- Hush Hush (2010)
- Together Forever (2010)
- @Reply (2010)
- Breathe In, Breathe Out (2011)
- Horrible Kids (2011)
- Swan Song (2012)
- Partners in Crime (feat. Ash Costello) (2012)
- Forever Stuck in Our Youth (2014)
- Why Worry (2014)
- Ancient History (2014)
- Duality (2014)
- Wild Wild World (2015)
- Something New (2016)
- Uncontainable (2016)
- Life Afraid (2016)
- Hypnotized (2016)
- Killer in the Mirror (2018)
- Lonely Dance (2018)
- Dancing with the Devil (2018)
- For You Forever (2018)
- Midnight Thoughts (2019)
- Hourglass (2019)
- Catch Me If You Can (2019)
- So Predictable (2020)
- One Single Second (2020)
- Skeleton (2021)
- Projector (2022)
- Who's In Control (2022)
- Punching Bag (2023)
- Win Win (feat. Scene Queen) (2023)
- Evil people (2023)
- Parasite (2023)
- Fake Ass Freinds (2024)

### Autres participations
- Punk Goes Christmas (2013) – This Christmas (I'll Burn It to the Ground)
- Punk Goes Pop Vol. 6 (2014) – Problem (reprise de la chanson d'Ariana Grande, en duo avec Iggy Azalea)
- Punk Goes Acoustic Vol. 3 (2019) - Wolf in Sheep's Clothing
- Bimbocore Vol. 2 (2022) de Scene Queen - Barbie & Ken